# Vadenay
Vadenay est une commune française, située dans le département de la Marne en région Grand Est.

## Géographie
Avec ses sept kilomètres de rivière : la Vesle et la Noblette, ses 60 hectares de bois, Vadenay est privilégiée au milieu de la Champagne crayeuse.
|                         | Mourmelon-le-Grand  | Jonchery-sur-Suippe |
| Bouy                    | Vadenay             | Cuperly             |
| Saint-Hilaire-au-Temple | Dampierre-au-Temple |                     |

### Hydrographie

#### Réseau hydrographique
La commune est dans la région hydrographique « la Seine du confluent de l'Oise (inclus) à l'embouchure » au sein du bassin Seine-Normandie. Elle est drainée par la Vesle, la Noblette, le Grand Clair-Fond,.
La Vesle, d'une longueur de 139 km, prend sa source dans la commune de Somme-Vesle et se jette  dans l'Aisne à Ciry-Salsogne, après avoir traversé 52 communes. Les caractéristiques hydrologiques de la Vesle sont données par la station hydrologique située sur la commune de Vadenay. Le débit moyen mensuel est de 1,57 m3/s. Le débit moyen journalier maximum est de 8,3 m3/s, atteint lors de la crue du 19 janvier 1968. Le débit instantané maximal est quant à lui de 7,91 m3/s, atteint le 1er février 2018.

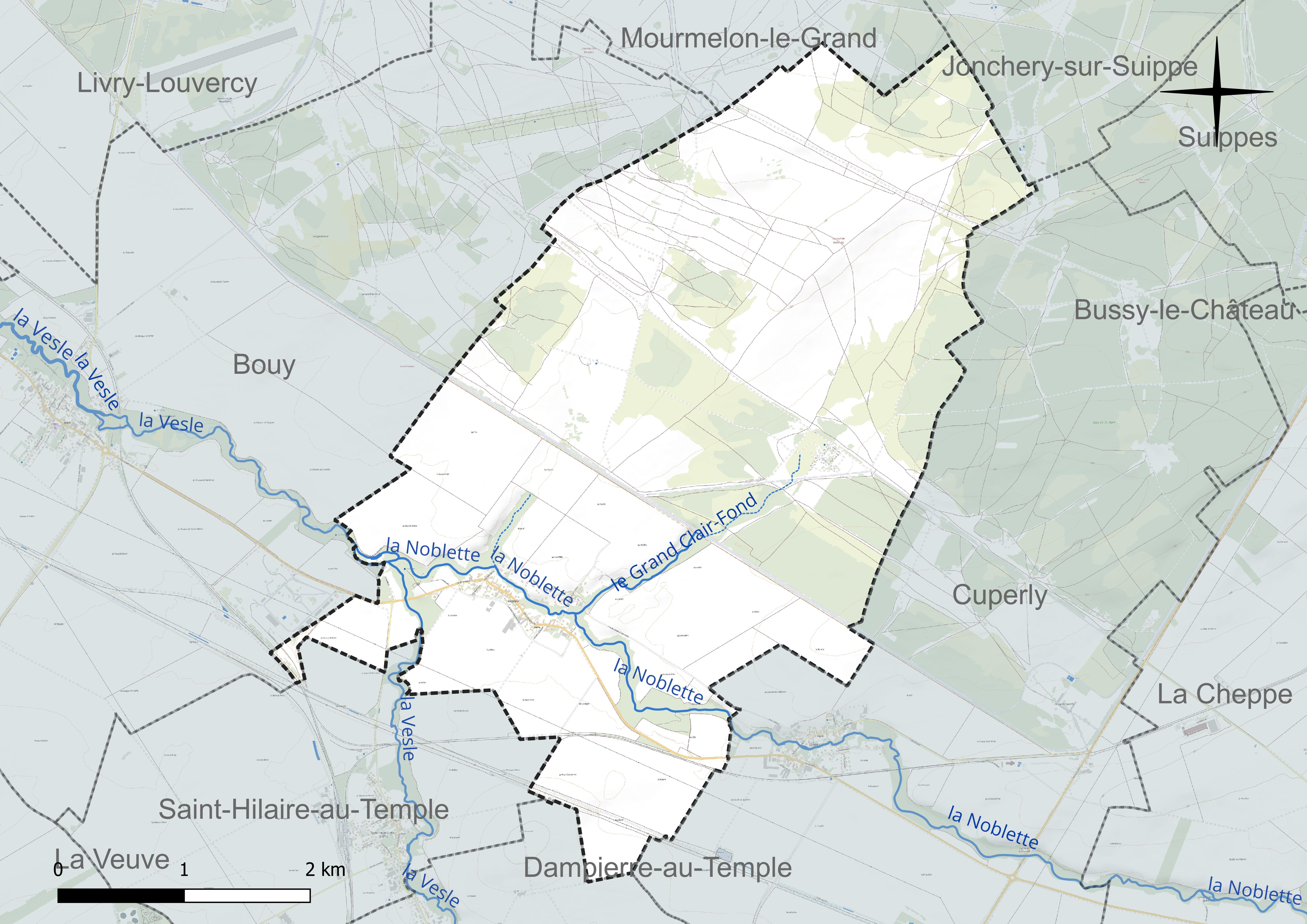
Réseau hydrographique de Vadenay.

La Noblette, d'une longueur de 22 km, prend sa source dans la commune de Saint-Remy-sur-Bussy et se jette  dans la Vesle sur la commune, après avoir traversé cinq communes. 

#### Gestion et qualité des eaux
Le territoire communal est couvert par le schéma d'aménagement et de gestion des eaux (SAGE) « Aisne Vesle Suippe ». Ce document de planification, dont le territoire s’étend sur 3 096 km2 répartis sur trois départements (Aisne, Marne et Ardennes) et deux régions (Champagne-Ardenne et Picardie), a été approuvé le 16 décembre 2013. La structure porteuse de l'élaboration et de la mise en œuvre est le Syndicat d’aménagement des bassins Aisne Vesle Suippe (SIABAVES). 
La qualité des cours d’eau peut être consultée sur un site dédié géré par les agences de l’eau et l’Agence française pour la biodiversité. 

### Climat
Pour des articles plus généraux, voir Climat du Grand Est et Climat de la Marne.
En 2010, le climat de la commune est de type climat océanique dégradé des plaines du Centre et du Nord, selon une étude du Centre national de la recherche scientifique s'appuyant sur une série de données couvrant la période 1971-2000. En 2020, Météo-France publie une typologie des climats de la France métropolitaine dans laquelle la commune est exposée à un climat océanique altéré et est dans la région climatique  Nord-est du bassin Parisien, caractérisée par un ensoleillement médiocre, une pluviométrie moyenne régulièrement répartie au cours de l’année et un hiver froid (3 °C). 
Pour la période 1971-2000, la température annuelle moyenne est de 10,3 °C, avec une amplitude thermique annuelle de 15,9 °C. Le cumul annuel moyen de précipitations est de 692 mm, avec 11,6 jours de précipitations en janvier et 8,4 jours en juillet. Pour la période 1991-2020, la température moyenne annuelle observée sur la station météorologique de Météo-France la plus proche, « Mourmelon-grand », sur la commune de Mourmelon-le-Grand à 8 km à vol d'oiseau, est de 10,6 °C et le cumul annuel moyen de précipitations est de 651,4 mm. 
La température maximale relevée sur cette station est de 41,3 °C, atteinte le 25 juillet 2019 ; la température minimale est de −19,7 °C, atteinte le 7 février 2012,,. 
Les paramètres climatiques de la commune ont été estimés pour le milieu du siècle (2041-2070) selon différents scénarios d'émission de gaz à effet de serre à partir des nouvelles projections climatiques de référence DRIAS-2020. Ils sont consultables sur un site dédié publié par Météo-France en novembre 2022.

## Urbanisme

### Typologie
Au 1er janvier 2024, Vadenay est catégorisée commune rurale à habitat dispersé, selon la nouvelle grille communale de densité à sept niveaux définie par l'Insee en 2022.
Elle est située hors unité urbaine. Par ailleurs la commune fait partie de l'aire d'attraction de Châlons-en-Champagne, dont elle est une commune de la couronne,. Cette aire, qui regroupe 97 communes, est catégorisée dans les aires de 50 000 à moins de 200 000 habitants,.

### Occupation des sols
L'occupation des sols de la commune, telle qu'elle ressort de la base de données européenne d’occupation biophysique des sols Corine Land Cover (CLC), est marquée par l'importance des forêts et milieux semi-naturels (65,2 % en 2018), une proportion sensiblement équivalente à celle de 1990 (65,3 %). La répartition détaillée en 2018 est la suivante : 
milieux à végétation arbustive et/ou herbacée (56,4 %), terres arables (32,5 %), forêts (8,8 %), zones urbanisées (1,8 %), zones industrielles ou commerciales et réseaux de communication (0,5 %). L'évolution de l’occupation des sols de la commune et de ses infrastructures peut être observée sur les différentes représentations cartographiques du territoire : la carte de Cassini (XVIIIe siècle), la carte d'état-major (1820-1866) et les cartes ou photos aériennes de l'IGN pour la période actuelle (1950 à aujourd'hui).

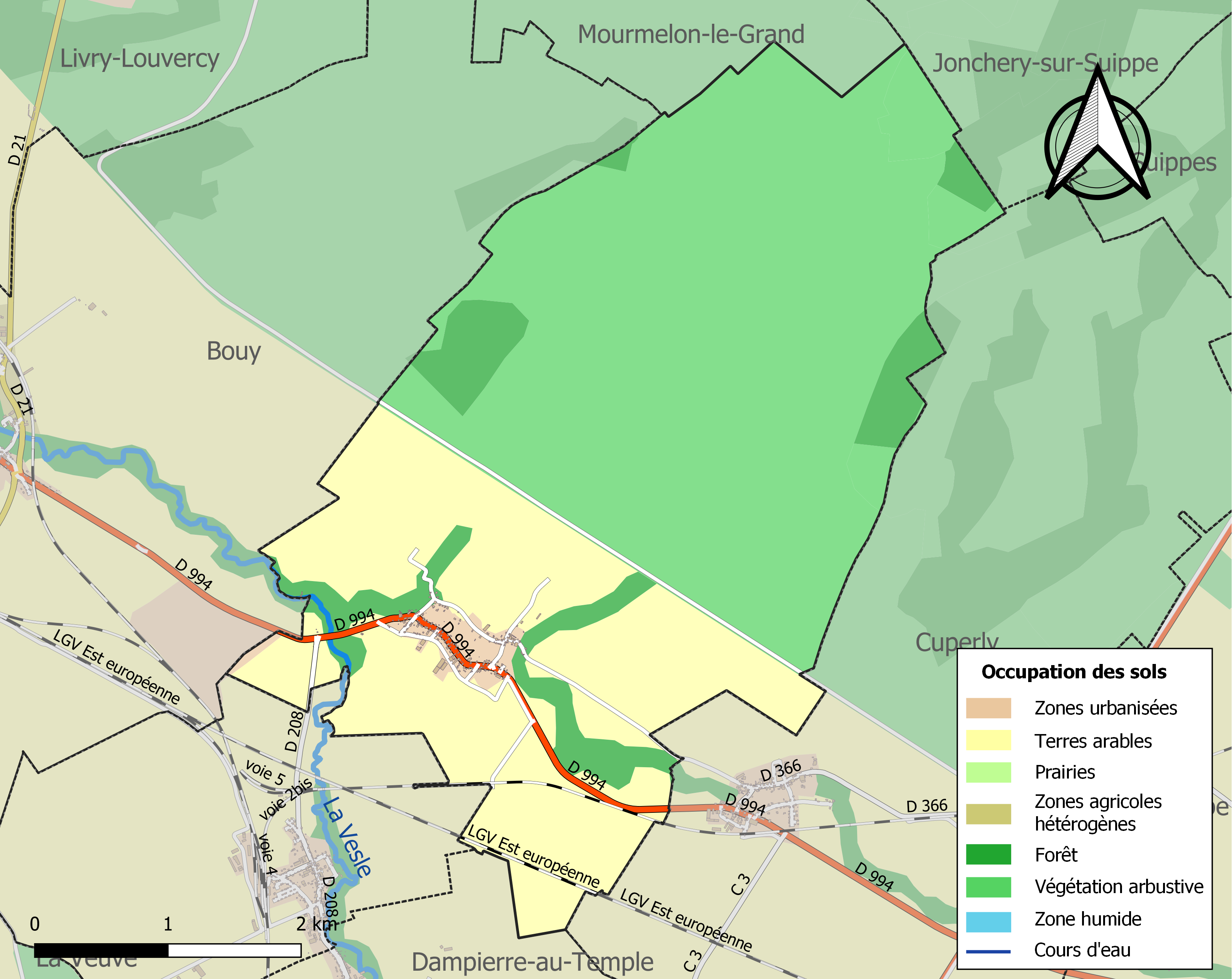
Carte des infrastructures et de l'occupation des sols de la commune en 2018 (CLC).

## Toponymie
Le nom de la localité est attesté sous les formes Vuadenensis villa (vers 1066) ; Wadeneis (1132) ; Ammauricus de Gadenoi (1147-1151) ; Wadenois (1151-1153) ; Gaudenesium (1153-1161) ; Altare de Waderios (lisez Wadenois), Wadeneium (1170) ; Vadenetum (1164-1191) ; Wadenoi (1240) ; Waudenois (1266) ; Vadenois, Vaudenois, Vaudenoiz (1333) ; Waudenay, ou diocese de Challon (1384) ; Vaudenay (1388) ; Wadenayum (1431) ; Woudenois (1502) ; Wadenai (1504) ; Vadenoys (1542) ; Vadenet (1669).

## Histoire
Avant la Révolution, Ange Joseph Rémy, baron des Lions, vicomte de Vadenay, baron de Neuflize, était seigneur de Vadenay. Il avait acquis cette terre en 1773 par son mariage avec Marie Françoise Eléonore Godet de Neuflize, fille du dernier seigneur de Vadenay. L'abbaye d'Avenay était aussi seigneur de Vadenay. L'abbaye jouissait dès la fin du XIIIe siècle, de certaines redevances et de droits divers au village de Vadenay, dont la seigneurie. La collégiale de Reims y possédait également des terres.
Pendant la Révolution, deux personnages se distinguèrent tout particulièrement :
- l'abbé Claude Ignace Paradis, curé de Vadenay et de Cuperly, rédigea le cahier des doléances présentées par les habitants lors de la réunion qui eut lieu sous la présidence de Louis Tronsson ;
- Louis Benjamin Bablot, né à Vadenay le 9 septembre 1754, en 1790 a lancé Le Caducée, journal de l'Assemblée des électeurs du département de la Marne. Il a créé ensuite L'Observatoire puis s'affirmera comme un homme de gauche à travers le Directoire[19].

Le 23 septembre 1792, jour choisi pour planter un arbre de la Liberté, une horde de bandits, accompagnée de plusieurs scélérats, tous déguisés sous l'habit de uhlan, vint spolier, le couteau sous la gorge, les malheureux habitants de la commune. Ce n'est que le 28 octobre 1792 que la cérémonie put enfin avoir lieu.
Vers 1886, Vadenay sera amputé de 1 300 ha de terres pour la création du camp de Châlons. C'est à cette époque que fut construite l'église. Le village subira trois guerres et invasions : 1870, 1914, 1940.

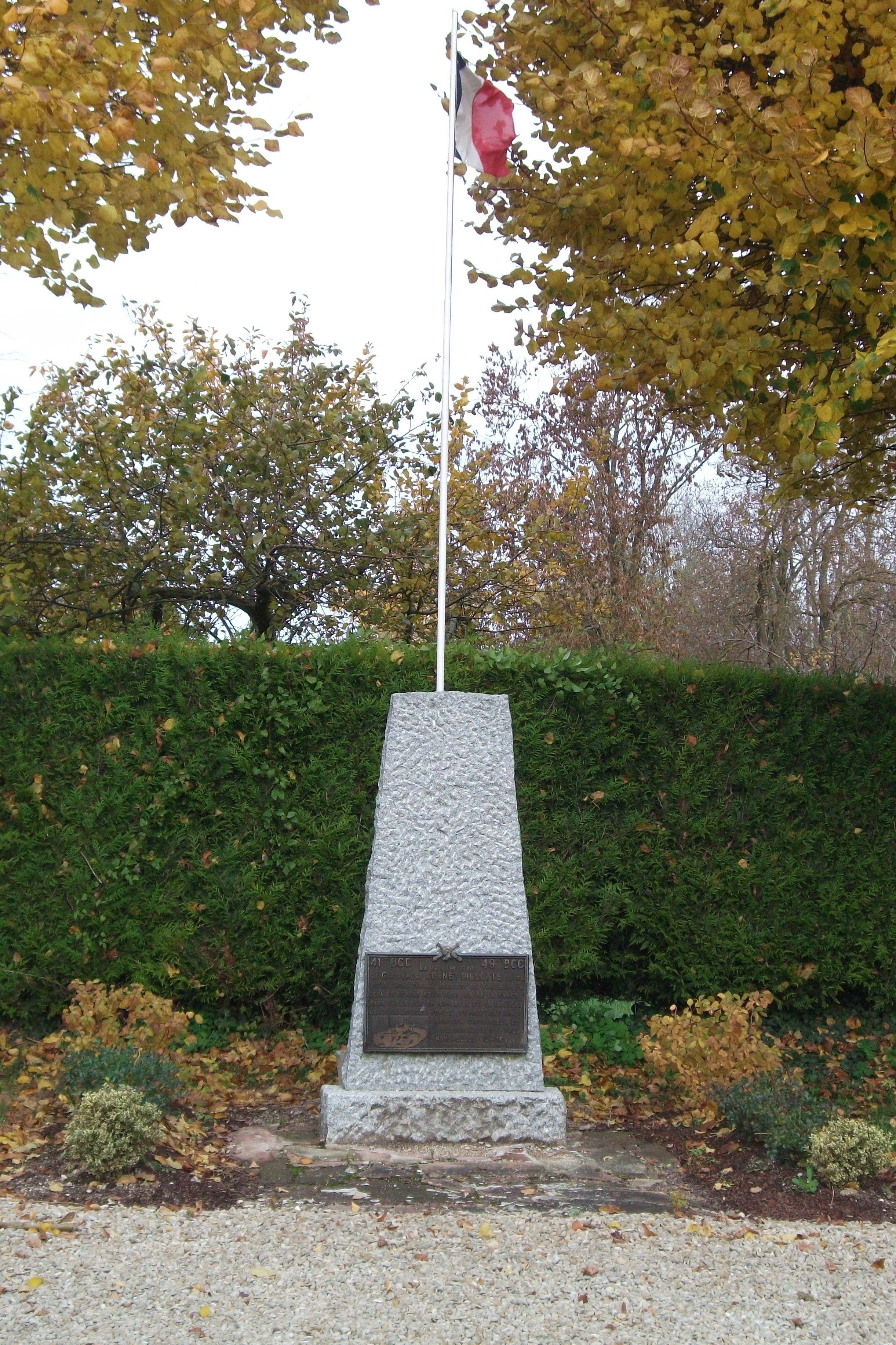
Monument au combat du haricot de Vadenay des 41e et 49e B.C.C.

Le 12 juin 1940 le nord de Vadenay est le théâtre d'une terrible bataille. La veille, à la ferme de Moscou sur la route de Reims à Suippes, le 41e bataillon de chars de combat, les redoutables Renault B1 bis, se scinde en deux groupes : le groupe du capitaine Gasc qui se dirige sur la Marne au sud de Châlons et le groupe du capitaine Cornet, aidé du capitaine Pierre Billotte, entre Suippes et Saint-Étienne-au-Temple.
Le capitaine Billotte dispose de quinze chars en état de fonctionnement. Il se poste à la ferme du Piémont et couvre la route entre Châlons et Suippes. À la suite de violents combats contre des blindés allemands sortant des bois longs dans le camp de Mourmelon, le groupe se porte au petit Haricot, puis aux Ouvrages blancs afin de couvrir la retraite d'autres unités. Après sept heures d'isolement, la section tente de dégager sur Vadenay, mais se retrouve prise au piège face à de nombreuses pièces antichars allemandes (50 au kilomètre). Onze chars sont détruits, beaucoup d'hommes succombent dont le capitaine Cornet, commandant du 41e bataillon. D’autres sont faits prisonniers. Parmi eux, le capitaine Billotte grièvement blessé. Le groupe est totalement anéanti, mais sa résistance a permis l’évacuation de plusieurs unités de combattants.
Aujourd’hui, une stèle commémore le sacrifice du 41e BCC devant l’église.

## Politique et administration
| Période                                  | Période                         | Identité        | Étiquette | Qualité                                                   |
| ---------------------------------------- | ------------------------------- | --------------- | --------- | --------------------------------------------------------- |
| Les données manquantes sont à compléter. |                                 |                 |           |                                                           |
|                                          | 1876                            | Loche           |           |                                                           |
|                                          | après 1877                      | Molé            |           |                                                           |
| 1995                                     | 2008                            | Gérard Varlot   |           | Agriculteur retraité                                      |
| 2008                                     | En cours (au 20 septembre 2020) | Bertrand Dubois |           | Agriculteur Réélu pour les mandats 2014-2020 et 2020-2026 |

## Démographie
Les habitants de Vadenay sont les Vadenots et les Vadenottes.

L'évolution du nombre d'habitants est connue à travers les recensements de la population effectués dans la commune depuis 1793. Pour les communes de moins de 10 000 habitants, une enquête de recensement portant sur toute la population est réalisée tous les cinq ans, les populations de référence des années intermédiaires étant quant à elles estimées par interpolation ou extrapolation. Pour la commune, le premier recensement exhaustif entrant dans le cadre du nouveau dispositif a été réalisé en 2004.

En 2022, la commune comptait 236 habitants, en évolution de −4,07 % par rapport à 2016 (Marne : −1,19 %, France hors Mayotte : +2,11 %).
| 1793 | 1800 | 1806 | 1821 | 1831 | 1836 | 1841 | 1846 | 1851 |
| ---- | ---- | ---- | ---- | ---- | ---- | ---- | ---- | ---- |
| 296  | 295  | 277  | 264  | 317  | 359  | 350  | 356  | 360  |

| 1856 | 1861 | 1866 | 1872 | 1876 | 1881 | 1886 | 1891 | 1896 |
| ---- | ---- | ---- | ---- | ---- | ---- | ---- | ---- | ---- |
| 357  | 329  | 319  | 273  | 276  | 285  | 304  | 284  | 277  |

| 1901 | 1906 | 1911 | 1921 | 1926 | 1931 | 1936 | 1946 | 1954 |
| ---- | ---- | ---- | ---- | ---- | ---- | ---- | ---- | ---- |
| 271  | 268  | 250  | 225  | 252  | 223  | 239  | 207  | 176  |

| 1962 | 1968 | 1975 | 1982 | 1990 | 1999 | 2004 | 2006 | 2009 |
| ---- | ---- | ---- | ---- | ---- | ---- | ---- | ---- | ---- |
| 437  | 164  | 159  | 203  | 226  | 202  | 226  | 227  | 268  |

| 2014 | 2019 | 2022 | - | - | - | - | - | - |
| ---- | ---- | ---- | - | - | - | - | - | - |
| 253  | 232  | 236  | - | - | - | - | - | - |

## Lieux et monuments

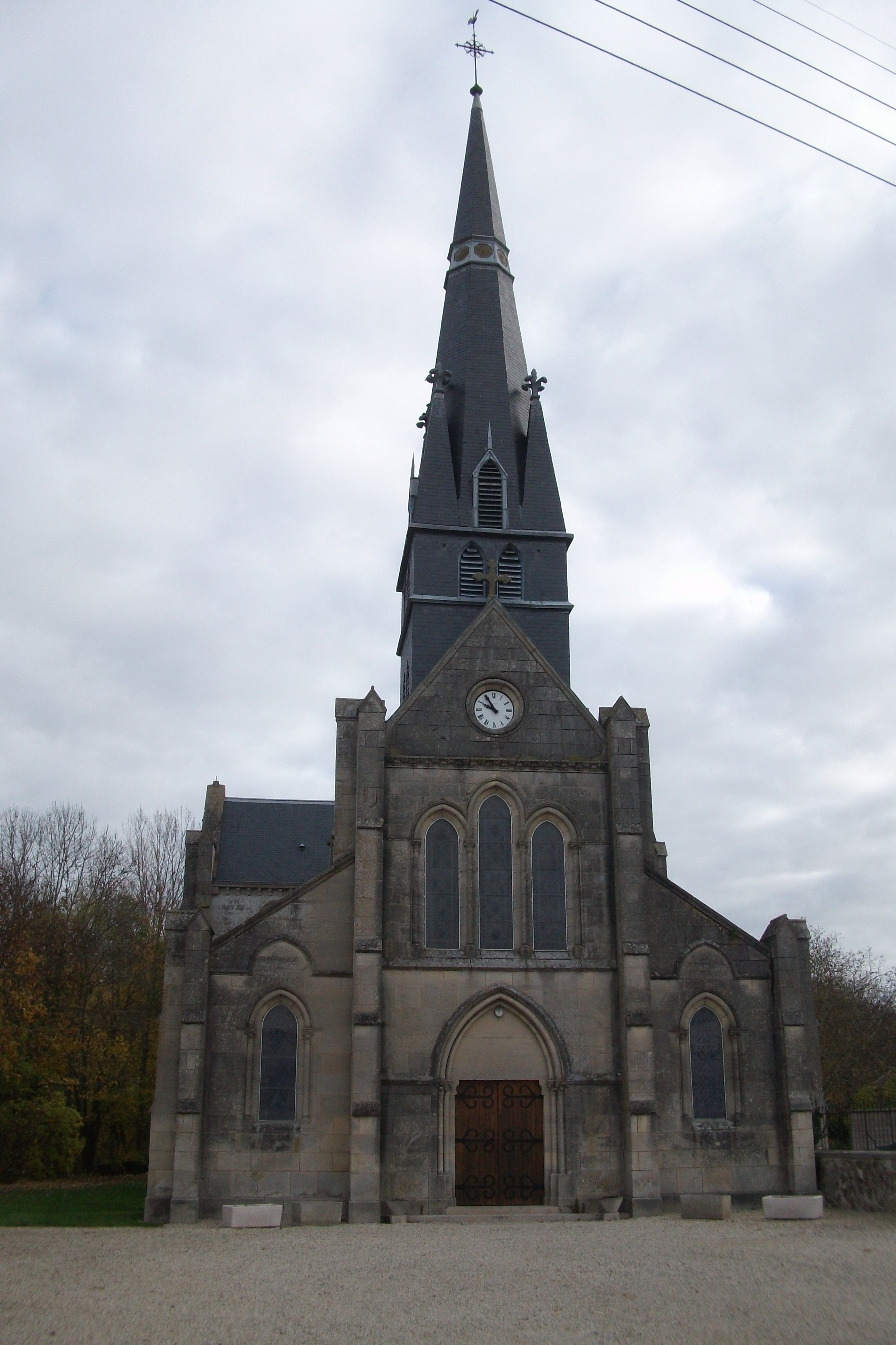
L'église Saint-Étienne de Vadenay.

- Nécropole hallstattienne de l'Etau.
- Sépulture de la Tène du Haricot.
- Habitat gallo-romain de Vaulamberg.
- Fait partie du camp militaire de Mourmelon (qui occupe 1 300 ha du territoire de la commune).
- Emplacement de l'ancien château disparu (fossés apparents).
- Église Saint-Étienne du XIXe.
- Un monument en l'hommage des 41e et 49e B.C.C qui ont combattu au haricot de Vadenay.

## Personnalités liées à la commune
- Louis Demougeot (1894 - 1946), marin et aviateur français, est né le 16 juillet 1894 à Vadenay.